# Мале Заборов’я (Солецький район)
Мале Заборов’я (рос. Малое Заборовье) — присілок в Солецькому районі Новгородської області Російської Федерації.
Населення становить 30 осіб. Входить до складу муніципального утворення Дубровське сільське поселення.

## Історія
Від 2005 року входить до складу муніципального утворення Дубровське сільське поселення

## Населення
| 2010 |
| ---- |
| 30   |